# Fotodioda półprzewodnikowa

Symbol fotodiody

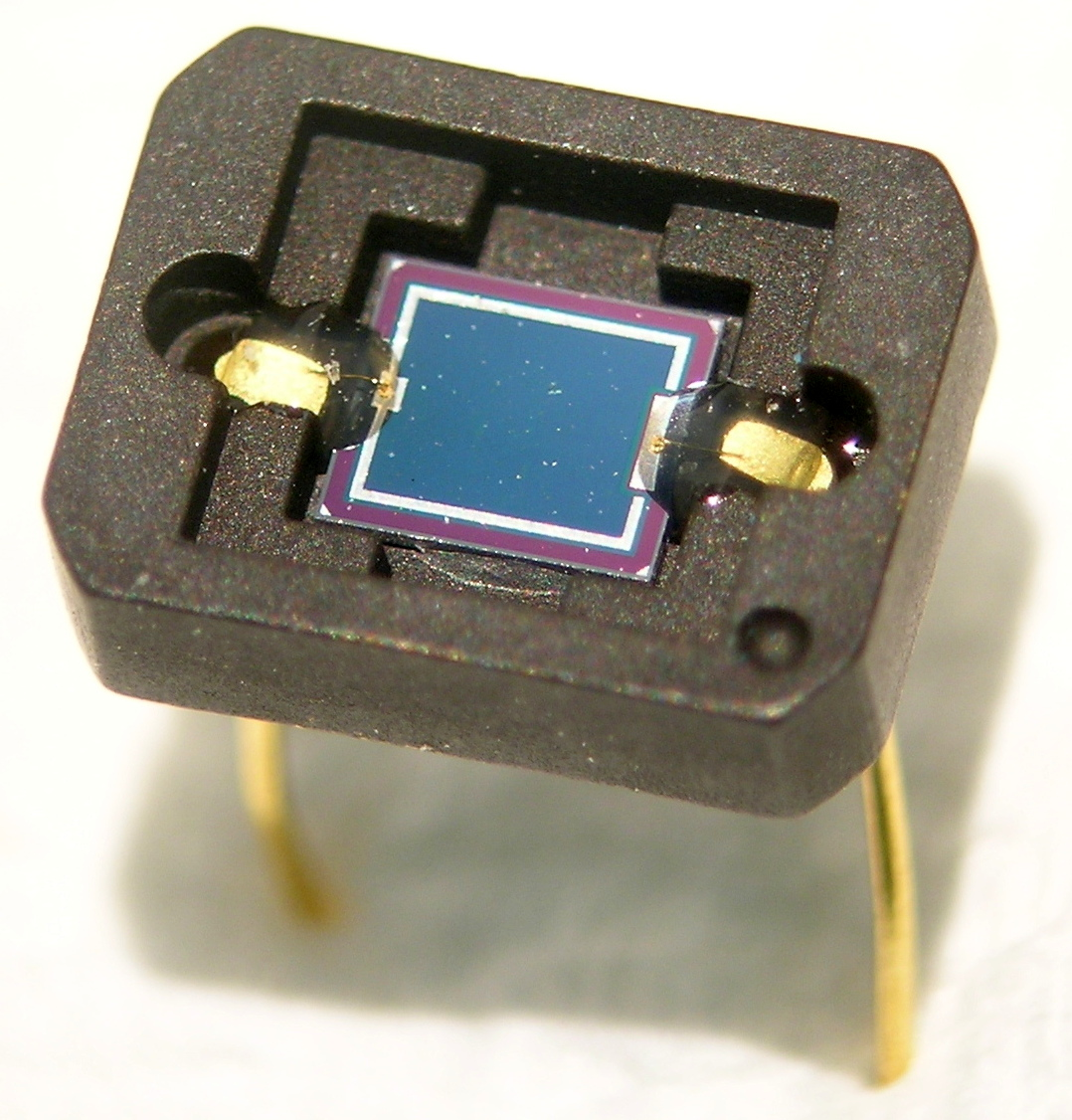
Fotodioda

Fotodioda – dioda półprzewodnikowa pracująca jako fotodetektor.
Fotodiody wykonane są jako elementy złącza p-n lub p-i-n, z warstwą samoistną (niedomieszkowaną).
Fotony padające na złącze są absorbowane (zjawisko fotoelektryczne wewnętrzne) w rezultacie czego elektron zostaje przeniesiony do pasma przewodnictwa i powstaje para elektron-dziura. Elektrony swobodne są przyciągane przez dodatni ładunek przestrzenny na granicy obszaru typu n, dziury zaś wędrują do obszaru typu p. Prąd przewodzenia złącza p-n zwiększa się wraz ze wzrostem strumienia świetlnego. Złącze musi być spolaryzowane zaporowo z zewnętrznego źródła napięcia.

## Tryby pracy
- Brak polaryzacji – dioda pracuje jako źródło prądu elektrycznego, przy oświetleniu w złączu powstaje siła elektromotoryczna wywołująca prąd elektryczny (fotoprąd lub zjawisko fotowoltaiczne).
- przy polaryzacji zaporowej – do diody podłączone jest napięcie w kierunku zaporowym, dioda pełni rolę rezystora którego opór zależy od oświetlenia. Przy braku światła płynie tzw. prąd ciemny. Po oświetleniu liczba ładunków mniejszościowych wzrasta, a co za tym idzie wzrasta prąd wsteczny.

## Zastosowania
- przy braku polaryzacji – bateria słoneczna
- przy polaryzacji zaporowej – nieliniowy rezystor, w którym opór zależy od strumienia światła

W obu przypadkach można wykorzystać fotodiodę jako detektor.

### Typowe konstrukcje
- stopowa (częstotliwość graniczna fgr~10 MHz)
- dyfuzyjna-mesa (fgr ~ 100 MHz)
- dyfuzyjna-planarna (fgr ~ 100 MHz)
- pin (fgr ~ 10 GHz, napięcie zasilające 1 V ~100 V)
- fotodioda lawinowa (fgr ~ GHz, napięcie zasilające 200 V ~ 400 V)
- ostrzowa.

## Ciemna rezystancja
Prawdą jest, że w krysztale półprzewodnika również w bardzo ciemnych warunkach stale występują nośniki ładunków mniejszościowych - te nośniki ładunków mniejszościowych w krysztale półprzewodnika istnieją z powodu nieuniknionych zanieczyszczeń i naturalnych wzbudzeń termicznych kryształu. Dlatego nawet w ciemności w diodzie występuje niewielki i ciągły prąd wstecznego nasycenia. Prąd ten jest przejmowany przez fotodiodę i nazywany jest prądem ciemnym. Stosunek optymalnie wytrzymałego napięcia wstecznego do prądu ciemnego fotodiody nazywa się opornością ciemną diody.
Gdy do diody doprowadzimy światło, prąd wsteczny z pewnością wzrośnie. To połączenie jest liniowe. Wartość prądu wstecznego jest wprost proporcjonalna do natężenia światła padającego na diodę.
Jeśli zwiększymy natężenie światła, w przybliżeniu uzyskamy określoną wartość prądu wstecznego. Prąd nie będzie wzrastał wraz ze wzrostem natężenia światła. Tę maksymalną wartość prądu wstecznego nazywamy prądem nasycenia fotodiody.